# Strade Bianche 2018
12. edycja wyścigu kolarskiego Strade Bianche odbyła się w dniu 3 marca 2018 roku i liczyła 184 km. Start wyścigu oraz meta miały miejsce w Sienie we Włoszech. Wyścig figurował w rankingu światowym UCI World Tour 2018.

## Uczestnicy
Na starcie tego klasycznego wyścigu stanęło 21 zawodowych ekip, wszystkie osiemnaście drużyn jeżdżących w UCI World Tour 2018 oraz trzy profesjonalne zespoły zaproszone przez organizatorów z tzw. "dziką kartą".
| Numery  | Kod | Drużyna            |
| ------- | --- | ------------------ |
| 1-8     | SKY | Team Sky           |
| 11-18   | ALM | Ag2r-La Mondiale   |
| 21-28   | ANS | Androni Giocattoli |
| 31-38   | AST | Astana Pro Team    |
| 41-48   | TBM | Bahrain-Merida     |
| 51-58   | BMC | BMC Racing Team    |
| 61-68   | BOH | Bora-Hansgrohe     |
| 71-78   | FDJ | Groupama-FDJ       |
| 81-88   | LTS | Lotto Soudal       |
| 91-98   | MTS | Mitchelton-Scott   |
| 101-108 | MOV | Movistar Team      |

| Numery  | Kod | Drużyna                         |
| ------- | --- | ------------------------------- |
| 111-118 | NIP | Nippo-Vini Fantini-Europa Ovini |
| 121-128 | QST | Quick-Step Floors               |
| 131-138 | DDD | Dimension Data                  |
| 141-148 | EFD | EF Education First–Drapac       |
| 151-158 | KAT | Team Katusha-Alpecin            |
| 161-168 | TLJ | Team LottoNL-Jumbo              |
| 171-178 | SUN | Team Sunweb                     |
| 181-188 | TFS | Trek-Segafredo                  |
| 191-198 | UAD | UAE Team Emirates               |
| 201-108 | VWC | Verandas Willems-Crelan         |

## Klasyfikacja generalna
| M-ce | Imię i nazwisko    | Kraj      | Drużyna                 | Czas       |
| ---- | ------------------ | --------- | ----------------------- | ---------- |
| 1.   | Tiesj Benoot       | Belgia    | Lotto Soudal            | 5h 03' 33" |
| 2.   | Romain Bardet      | Francja   | Ag2r-La Mondiale        | + 39"      |
| 3.   | Wout Van Aert      | Belgia    | Verandas Willems-Crelan | + 59"      |
| 4.   | Alejandro Valverde | Hiszpania | Movistar Team           | + 1' 25"   |
| 5.   | Giovanni Visconti  | Włochy    | Bahrain-Merida          | + 1' 27"   |
| 6.   | Robert Power       | Australia | Mitchelton-Scott        | + 1' 29"   |
| 7.   | Zdeněk Štybar      | Czechy    | Quick-Step Floors       | + 1' 42"   |
| 8.   | Peter Sagan        | Słowacja  | Bora-Hansgrohe          | + 2' 08"   |
| 9.   | Pieter Serry       | Belgia    | Quick-Step Floors       | + 2' 11"   |
| 10.  | Gregor Mühlberger  | Austria   | Bora-Hansgrohe          | + 2' 16"   |
|      |                    |           |                         |            |
| 30.  | Michał Kwiatkowski | Polska    | Team Sky                | + 10' 57"  |
| -    | Maciej Bodnar      | Polska    | Bora-Hansgrohe          | DNF        |
| -    | Michał Gołaś       | Polska    | Team Sky                | DNF        |
| -    | Tomasz Marczyński  | Polska    | Lotto Soudal            | DNF        |
| -    | Przemysław Niemiec | Polska    | UAE Team Emirates       | DNF        |
| -    | Łukasz Wiśniowski  | Polska    | Team Sky                | DNF        |